# Valneva
Valneva SE ist ein französisches Biotechnologieunternehmen mit Sitz in Saint-Herblain in Frankreich. Es entwickelt und vermarktet Impfstoffe gegen Infektionskrankheiten und hat Produktionsstätten in Livingston, Schottland, Solna, Schweden, und Wien, Österreich. Weitere Niederlassungen gibt es in Frankreich, Kanada und den USA.

## Geschichte
Valneva entstand 2013 durch den Zusammenschluss des österreichischen Unternehmens Intercell und des französischen Unternehmens Vivalis SA. Aktien von Vivalis wurden 1 zu 1 umgewandelt. Aktionäre von Intercell erhielten für 40 Altaktien je 13 Stamm- und Vorzugsaktien. Zwischen 28. Mai 2013 und 20. Dezember 2019 war die Aktie an der Euronext in Paris und der Wiener Börse notiert. Am 20. Dezember 2019 wurde die Notierung an der Wiener Börse eingestellt. Seit dem 22. März 2021 ist es Mitglied des SBF120 und des CAC Mid 60. Am 9. April 2021 wurde ein Antrag auf Notierung an der NASDAQ gestellt.
Am 20. Juni 2022 kündigte das amerikanische Biotech-Unternehmen Pfizer eine Investition in Höhe von 90,5 Millionen Euro an und erwarb im Rahmen einer Partnerschaft zur Bekämpfung der Lyme-Borreliose eine 8,1-prozentige Beteiligung an Valneva.

## Produkte
Valneva vermarktet den Impfstoff Ixiaro gegen die Japanische Enzephalitis, zugelassen in Europa, Amerika und Australien, und den Impfstoff Dukoral gegen Cholera, der in Europa und Australien zugelassen ist.
Einige Impfstoffe sind auch während der klinischen Studien gescheitert wie VLA43, ein Impfstoff gegen Pseudomonas aeruginosa, V710, ein Impfstoff gegen Staphylococcus aureus, und IC41, ein Impfstoff gegen Hepatitis C.
Zurzeit forscht das Unternehmen in Kooperation mit Pfizer an einem Impfstoffkandidaten gegen Lyme-Borreliose.
Am 23. Juni 2022 übernahm der US-Pharmakonzern Pfizer über eine Kapitalerhöhung einen Anteil von 8,1 % iHv. 90,5 Mio. EUR (für 9,49 EUR pro Aktie) an dem französisch-österreichischen Biotechunternehmen Valneva. Der bestehende Kooperationsvertrag wurde abgeändert. Valneva erklärte gleichzeitig, vorzuhaben, den Erlös zur Unterstützung seines Beitrags zum geplanten Phase 3-Entwicklungsprogramm für den Lyme Borreliose-Impfstoffkandidaten VLA15 zu verwenden.

### Entwicklung eines COVID-19-Impfstoffes
Valneva entwickelte gemeinsam mit Dynavax Technologies einen Impfstoff gegen COVID-19 namens VLA2001. Es handelt sich um den ersten in Europa entwickelten Ganzvirus-Impfstoff gegen COVID-19.
Am 24. Juni 2022 hat die EU-Kommission die Marktzulassung für Valnevas Corona-Impfstoff VLA2001 zur Verwendung als Erstimpfung für Menschen im Alter von 18 bis 50 Jahren erteilt. Diese Standard-Marktzulassung gilt für alle 28 Mitgliedstaaten der Europäischen Union sowie für Island, Liechtenstein und Norwegen.
Valneva und Dynavax Technologies haben von der britischen Regierung eine Bestellung von über 100 Millionen Dosen aus dem Werk in Livingston, Schottland erhalten, diese wurde am 13. September 2021 von der britischen Regierung storniert.
Am 10. November 2021 gab die Europäische Kommission bekannt, mit Valneva einen Vertrag über die Lieferung von 60 Mio. Dosen des Impfstoffs abgeschlossen zu haben. Am 16. Mai 2022 gab Valneva mittels Pflichtmitteilung vorbörslich bekannt, dass die Europäische Kommission beabsichtigt, den Vorabkaufvertrag für Valnevas inaktivierten COVID-19-Ganzvirus-Impfstoffkandidaten VLA2001 zu kündigen.
Am 21. Juli 22 gab Valneva nachbörslich eine signifikante Abänderung des Vorabkaufvertrages aus Ende 2021 bekannt: Die EU reduziert die Abnahme für 2022 von 27 Mio. auf 1,25 Mio. Dosen für D, DK, FIN, BGR und AUT, zzgl. einer Option weiterer 1,25 Mio. Dafür entfällt die Option für 2023 (33 Mio. Dosen ursprünglich vereinbart). Eine nicht näher genannte Menge wird für ein potenziell zusätzliches Angebot an diese 5 EU-Staaten vorgehalten, weitere 8–10 Mio. Dosen mit Haltbarkeit von 24 Monaten will Valneva anderweitig zu vertreiben versuchen.

### Weitere Impfstoffe in Entwicklung
Valneva arbeitet noch an den folgenden Impfstoffen:
- Impfstoff gegen Chikungunyafieber
- Impfstoff gegen Clostridiodes difficile infection
- Impfstoff gegen den Zika-Virus
- Impfstoff gegen Lyme-Borreliose (VLA15)